# 键钮式手风琴

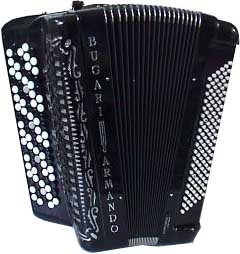
键钮式手风琴

键钮式手风琴，又稱按钮式手风琴（Button accordion），與鍵盤式手風琴並列為现代手风琴的两个主要系統。按钮式手风琴又分成全音階按鈕式手琴與半音阶按钮式手风琴兩種。键钮式手风琴的右手部分键钮均为三列排列，共有6种不同的布局形式。现代键钮手风琴为方便演奏，在基本键钮之外增设1到3列冗余钮，按第4列重复第1列，第5列重复第2列，第6列重复第3列的方式排列。